# María Victoria López-Cordón Cortezo
María Victoria López-Cordón Cortezo (Madrid, 1947) es una historiadora española especialista en las épocas moderna y contemporánea. Ha impulsado los estudios de género desde el Instituto de Investigaciones Feministas y la Asociación Española de Investigación de Historia de las Mujeres (AEIHM). 

## Trayectoria
María Victoria López-Cordón Cortezo empezó su carrera como historiadora con una tesis doctoral  (1974) centrada en el Sexenio Revolucionario, de la que luego saldrían los libros El pensamiento político internacional del federalismo español (1868-1874) y La revolución de 1868 y la I República, publicados respectivamente en 1975 y 1976. Pero su especialidad ha sido la Época Moderna y la historia de las mujeres.
En 1987 accedió a la cátedra de Historia Moderna de la Universidad Complutense de Madrid.
Entre sus proyectos y líneas de investigación, destacan:
- Tensiones políticas y estrategias administrativas en la España del Antiguo Régimen. (1998-2001)
- El proyecto político de reforma de la Monarquía española (1680-1759): instituciones y redes sociales. (2002-2005)
- Historia de las mujeres.
- Relaciones Internacionales en la Europa moderna.

Ha desempeñado diferentes puestos de responsabilidad universitaria, como Directora del Departamento de Historia Moderna, Vicedecana de Investigación y Vicerrectora de Tercer Ciclo. 
En 2011 ingresó en la Real Sociedad Bascongada de los Amigos del País Archivado el 3 de marzo de 2016 en Wayback Machine. por destacar en sus trabajos sobre el siglo XVIII. Ha sido catedrática de la Universidad Complutense y profesora de la Facultad de Geografía e Historia en la misma universidad.
Se jubiló en el año 2012, junto con Alicia Alonso Sagaseta de Ilurdo, Mercedes Guinea Bueno, Cristina Segura Graíño, José Luis Martínez Sanz y José Manuel Roldán Hervás. La Universidad Complutense de Madrid realizó un homenaje conjunto por ese motivo. Posteriormente, aparecía un volumen colectivo como homenaje a su trayectoria investigadora, bajo el título Herederas de Clío. Mujeres que han impulsado la Historia  (Gloria Franco y Mª. Ángeles Pérez, coords.).

## Obra

### Algunas publicaciones
- El Pensamiento político-internacional del federalismo español, Planeta, Barcelona, 1975.
- La Revolución de 1868 y la I República, Siglo XXI, Madrid, 1976.
- Análisis y comentarios de textos históricos, Pearson Educación, Madrid, 1978.
- “Problemas teóricos y modelos prácticos de la integración académica de la historia de las mujeres”, en Los estudios sobre la mujer: de la investigación a la docencia. Actas de las VIII Jornadas de Investigación Interdisciplinar, Universidad Autónoma de Madrid, Madrid, 1991, pp. 549-571.
- Realidad e Imagen de Europa en la España ilustrada, Patronato del Alcázar, Segovia, 1992.
- La Casa de Borbón 1, Alianza, Madrid, 2000.
- La Casa de Borbón 2, Alianza, Madrid, 2000.
- Condición femenina y razón ilustrada. Josefa Amar y Borbón, Prensas Universitarias de Zaragoza, Zaragoza, 2005.
- Reflexiones sobre el proceso de la reina (ed.), Abada, Madrid, 2006.
- "Joan Scott y la historiografía modernista en España: influencias y desencuentros" en Joan Scott y las políticas de la historia, Cristina Borderías (ed.), Icaria. Barcelona, 2006, pp. 145-167.